# Lotta libera ai Giochi della XXVIII Olimpiade - 55 kg femminile
Il torneo si è svolto il 22 e il 23 agosto.
Legenda:
- TO — Vittoria per KO
- SP — Vittoria di superiorità, 10 punti di differenza, sconfitto con punti
- ST — Vittoria di superiorità, 10 punti di differenza, sconfitto senza punti
- PP — Vittoria ai punti, sconfitto con punti tecnici
- PO — Vittoria ai punti, sconfitto senza punti tecnici
- PA — Vittoria per squalifica dell'avversario
- DQ — Vittoria per rinuncia dell'avversario
- CP — Punti di classifica
- TP — Punti tecnici

## Gironi di qualificazione

### Girone 1
| Posizione | Lottatore      | Paese       | W | L | CP | TP |
| --------- | -------------- | ----------- | - | - | -- | -- |
| 1         | Tonya Verbeek  | Canada      | 2 | 0 | 8  | 24 |
| 2         | Tela O'Donnell | Stati Uniti | 1 | 1 | 5  | 3  |
| 3         | Olga Smirnova  | Russia      | 0 | 2 | 1  | 8  |

| Rosso          | Blu            | CP  |    | TP   |
| -------------- | -------------- | --- | -- | ---- |
| Tela O'Donnell | Olga Smirnova  | 4-0 | TO | 4:26 |
| Tonya Verbeek  | Tela O'Donnell | 4-1 | SP | 11-1 |
| Olga Smirnova  | Tonya Verbeek  | 1-4 | SP | 3-13 |

### Girone 2
| Posizione | Lottatore           | Paese      | W | L | CP | TP |
| --------- | ------------------- | ---------- | - | - | -- | -- |
| 1         | Ida-Theres Karlsson | Svezia     | 1 | 1 | 5  | 6  |
| 2         | Mabel Fonseca       | Porto Rico | 1 | 1 | 4  | 4  |
| 3         | Tetyana Lazareva    | Ucraina    | 1 | 1 | 3  | 4  |

| Rosso               | Blu                 | CP  |    | TP   |
| ------------------- | ------------------- | --- | -- | ---- |
| Tetyana Lazareva    | Ida-Theres Karlsson | 3-1 | PP | 4-2  |
| Mabel Fonseca       | Tetyana Lazareva    | 4-0 | TO | 0:39 |
| Ida-Theres Karlsson | Mabel Fonseca       | 4-0 | TO | 0:31 |

### Girone 3
| Posizione | Lottatore           | Paese    | W | L | CP | TP |
| --------- | ------------------- | -------- | - | - | -- | -- |
| 1         | Saori Yoshida       | Giappone | 2 | 0 | 8  | 21 |
| 2         | Sun Dongmei         | Cina     | 1 | 1 | 3  | 4  |
| 3         | Diletta Giampiccolo | Italia   | 0 | 2 | 1  | 2  |

| Rosso               | Blu                 | CP  |    | TP   |
| ------------------- | ------------------- | --- | -- | ---- |
| Sun Dongmei         | Diletta Giampiccolo | 3-1 | PP | 4-2  |
| Saori Yoshida       | Sun Dongmei         | 4-0 | ST | 11-0 |
| Diletta Giampiccolo | Saori Yoshida       | 0-4 | ST | 0-10 |

### Girone 4
| Posizione | Lottatore          | Paese         | W | L | CP | TP |
| --------- | ------------------ | ------------- | - | - | -- | -- |
| 1         | Anna Gomis         | Francia       | 2 | 0 | 7  | 15 |
| 2         | Lee Na-Lae         | Corea del Sud | 1 | 1 | 5  | 5  |
| 3         | Sofia Poumpouridou | Grecia        | 0 | 2 | 0  | 2  |

| Rosso              | Blu                | CP  |    | TP   |
| ------------------ | ------------------ | --- | -- | ---- |
| Anna Gomis         | Lee Na-Lae         | 3-1 | PP | 5-2  |
| Sofia Poumpouridou | Anna Gomis         | 0-4 | ST | 0-10 |
| Lee Na-Lae         | Sofia Poumpouridou | 4-0 | TO | 2:32 |

## Tabellone a eliminazione
|  | Semifinali          | Semifinali          | Semifinali    |               |               | Finale              | Finale              | Finale          |  |
|  |                     |                     |               |               |               |                     |                     |                 |  |
|  | Tonya Verbeek       | Tonya Verbeek       | 3             |               |               |                     |                     |                 |  |
|  | Tonya Verbeek       | Tonya Verbeek       | 3             |               |               |                     |                     |                 |  |
|  | Ida-Theres Karlsson | Ida-Theres Karlsson | 1             |               |               |                     |                     |                 |  |
|  | Ida-Theres Karlsson | Ida-Theres Karlsson | 1             |               | Tonya Verbeek | Tonya Verbeek       | 0                   |                 |  |
|  |                     |                     |               |               | Tonya Verbeek | Tonya Verbeek       | 0                   |                 |  |
|  |                     |                     | Saori Yoshida | Saori Yoshida | 6             |                     |                     |                 |  |
|  | Saori Yoshida       | Saori Yoshida       | Saori Yoshida | Saori Yoshida | 6             | 7                   |                     |                 |  |
|  | Saori Yoshida       | Saori Yoshida       |               |               |               | 7                   |                     |                 |  |
|  | Anna Gomis          | Anna Gomis          | 6             |               |               | Finale 3º posto     | Finale 3º posto     | Finale 3º posto |  |
|  | Anna Gomis          | Anna Gomis          | 6             |               |               |                     |                     |                 |  |
|  |                     |                     |               |               |               |                     |                     |                 |  |
|  |                     |                     |               |               |               | Ida-Theres Karlsson | Ida-Theres Karlsson | 0               |  |
|  |                     |                     |               |               |               | Ida-Theres Karlsson | Ida-Theres Karlsson | 0               |  |
|  |                     |                     |               |               |               | Anna Gomis          | Anna Gomis          | 6               |  |